# Don't break this heart (Bloom)
Don’t break this heart is een single van Bloom. Het was de naam van de muziekgroep voordat zijn samen zouden smelten met Teenager tot Bloem. Zanger Joost Timp was al aanwezig.
Don’t break this heart is geschreven door de muziekproducent Piet Souer, die hier echter geen producer was. De single is geproduceerd door Will Hoebee. De B-kant Can I get you for the night is geschreven door Pim Günzel en Joost Timp, beiden lid van Bloom. Nadat Bloem uitgeraasd was verscheen er 1982 een nieuwe single onder de bandnaam Bloom: Because.
Deze single bleef in de tipparades steken van zowel de Nederlandse top 40 en de Nationale Hitparade.